# Noord-Afrikaanse goendi
De Noord-Afrikaanse goendi (Ctenodactylus gundi)  is een zoogdier uit de familie van de goendi's (Ctenodactylidae). De wetenschappelijke naam van de soort werd voor het eerst geldig gepubliceerd door Rothmann in 1776.

## Voorkomen
De soort komt voor in Noord-Afrika aan de zuidkant van het Atlasgebergte op hoogtes tot ongeveer 2.900 meter. Het verspreidingsgebied strekt zich uit van het westen van Libië, door Tunesië en Algerije tot het oosten van Marokko. 